# Oudeschild

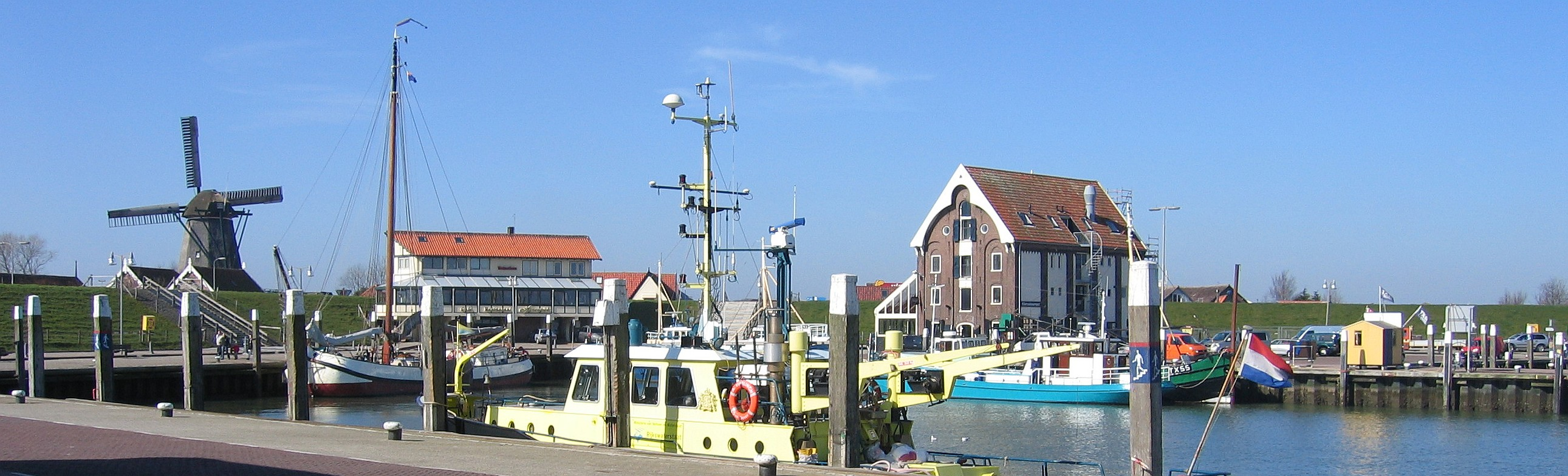
Oudeschild (Texel, Paesi Bassi): panoramica del porto

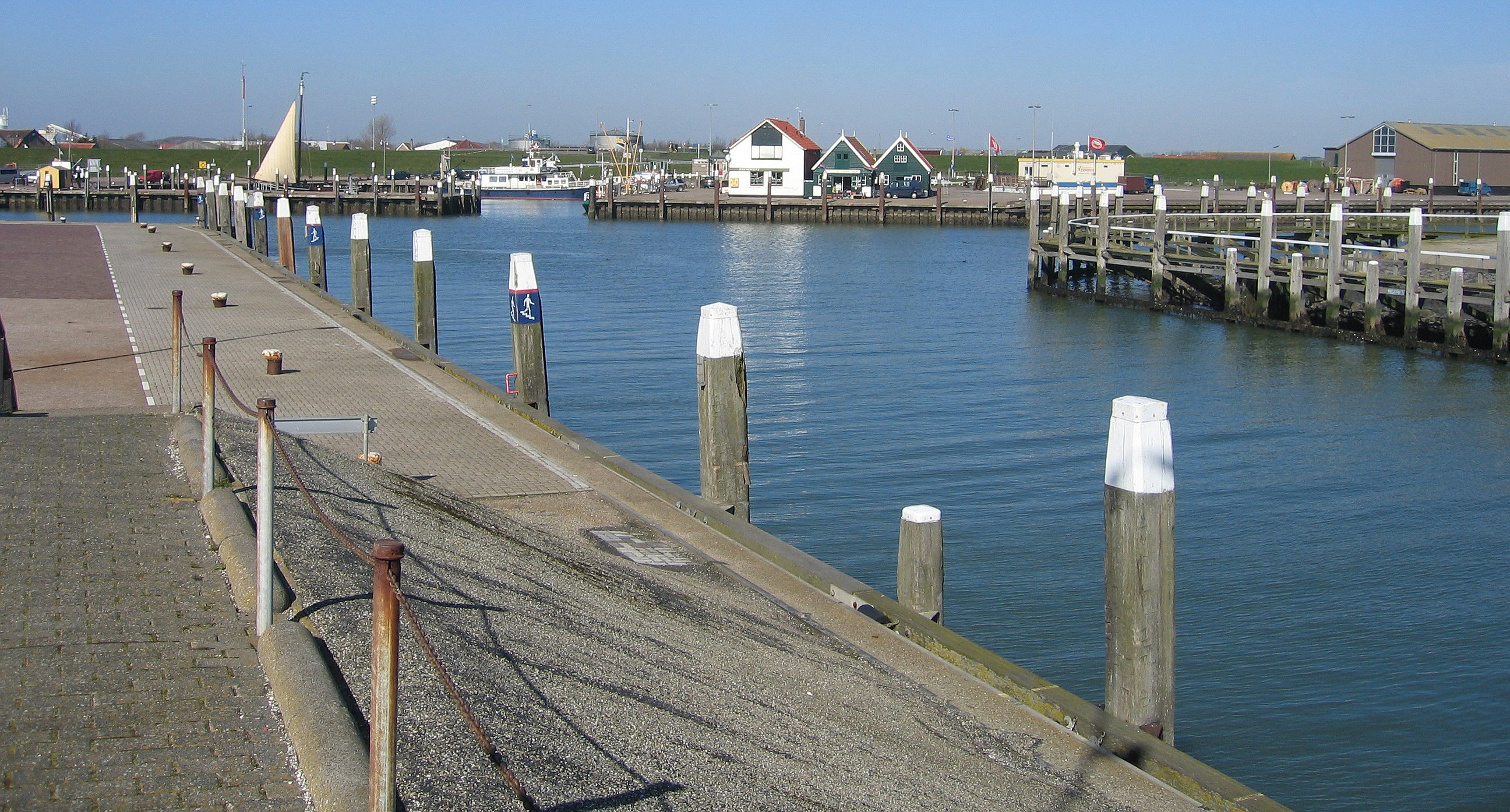
Il porto di Oudeschild

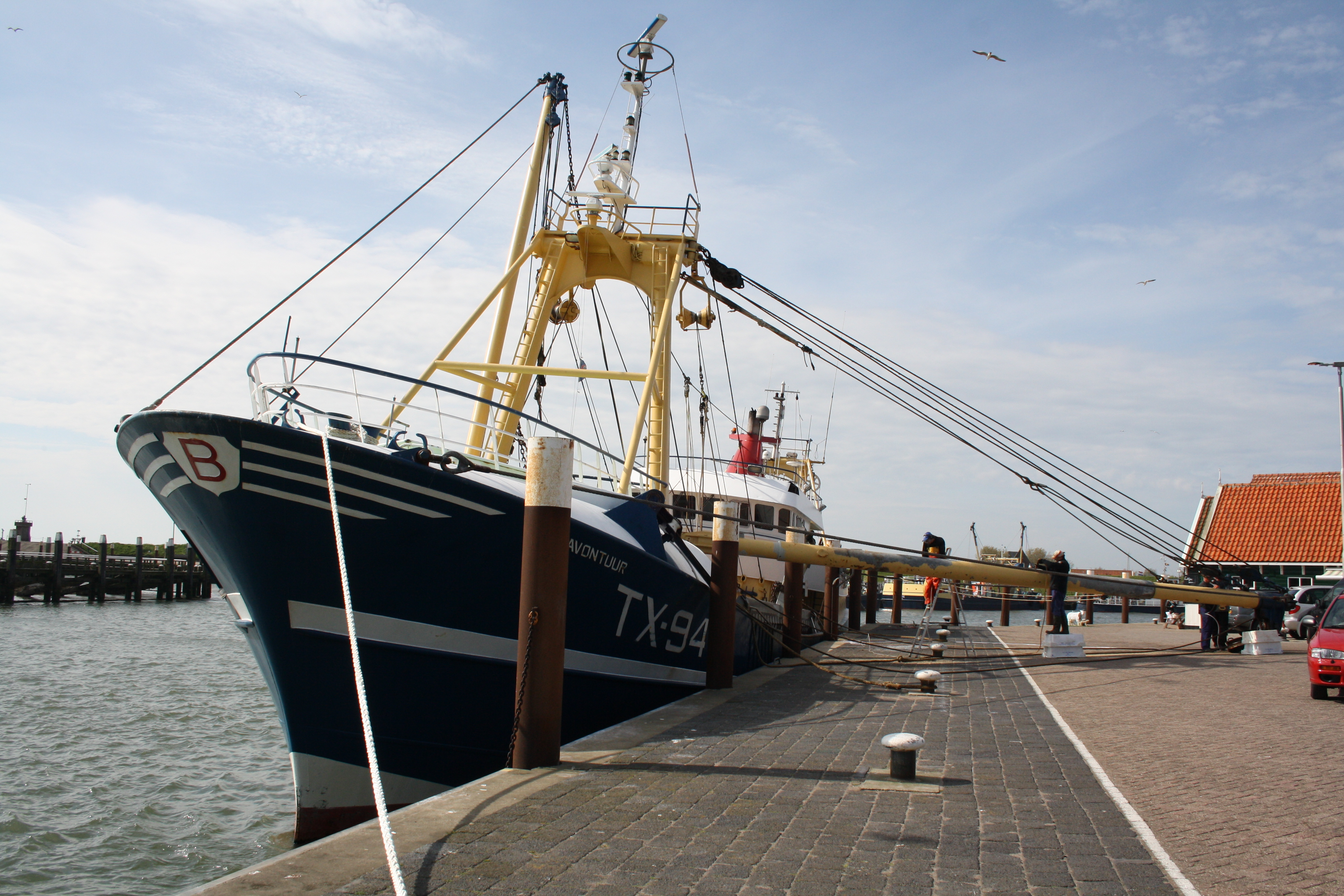
Un'imbarcazione nel porto di Oudeschild

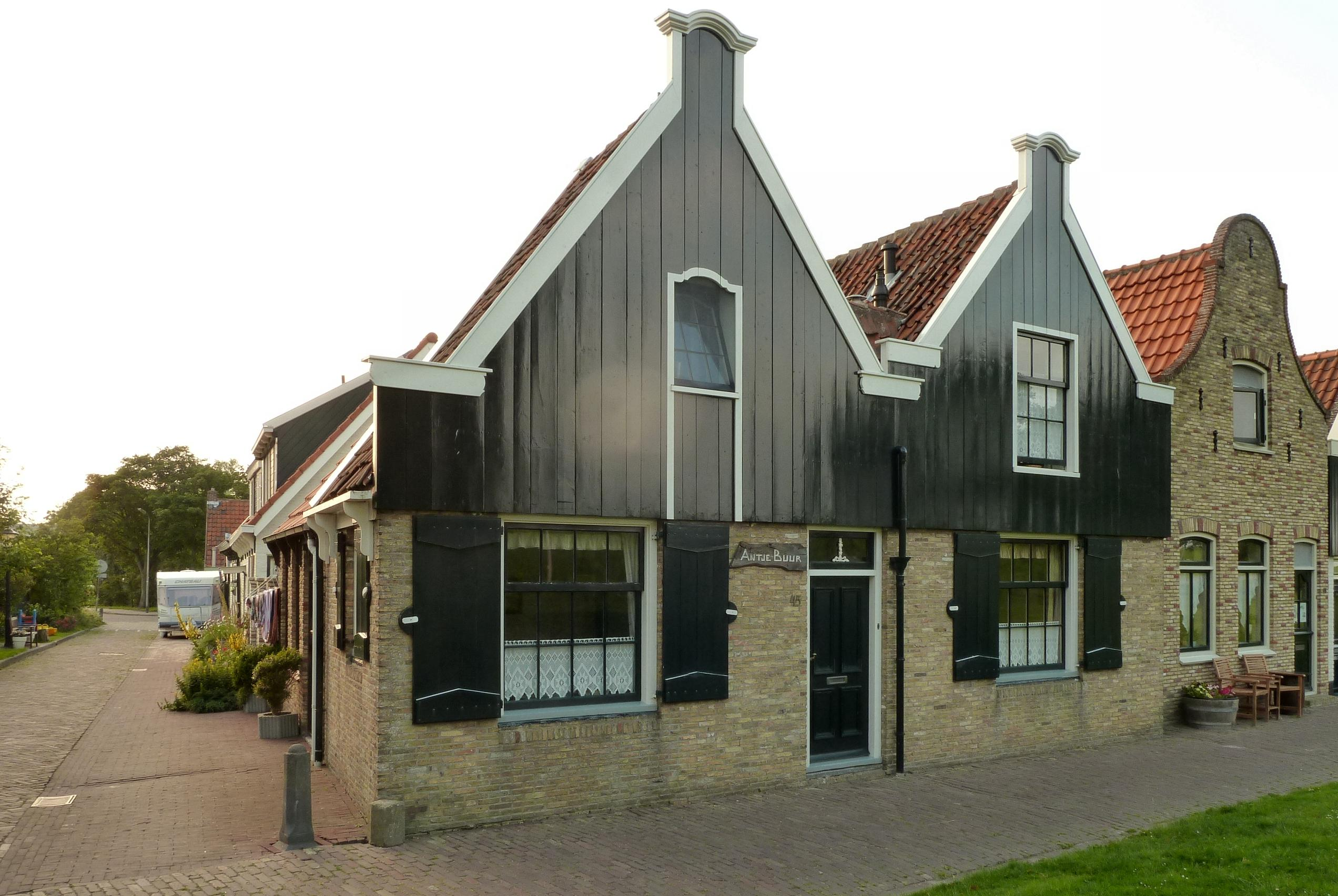
Edifici classificati come rijksmonumenten ad Oudeschild

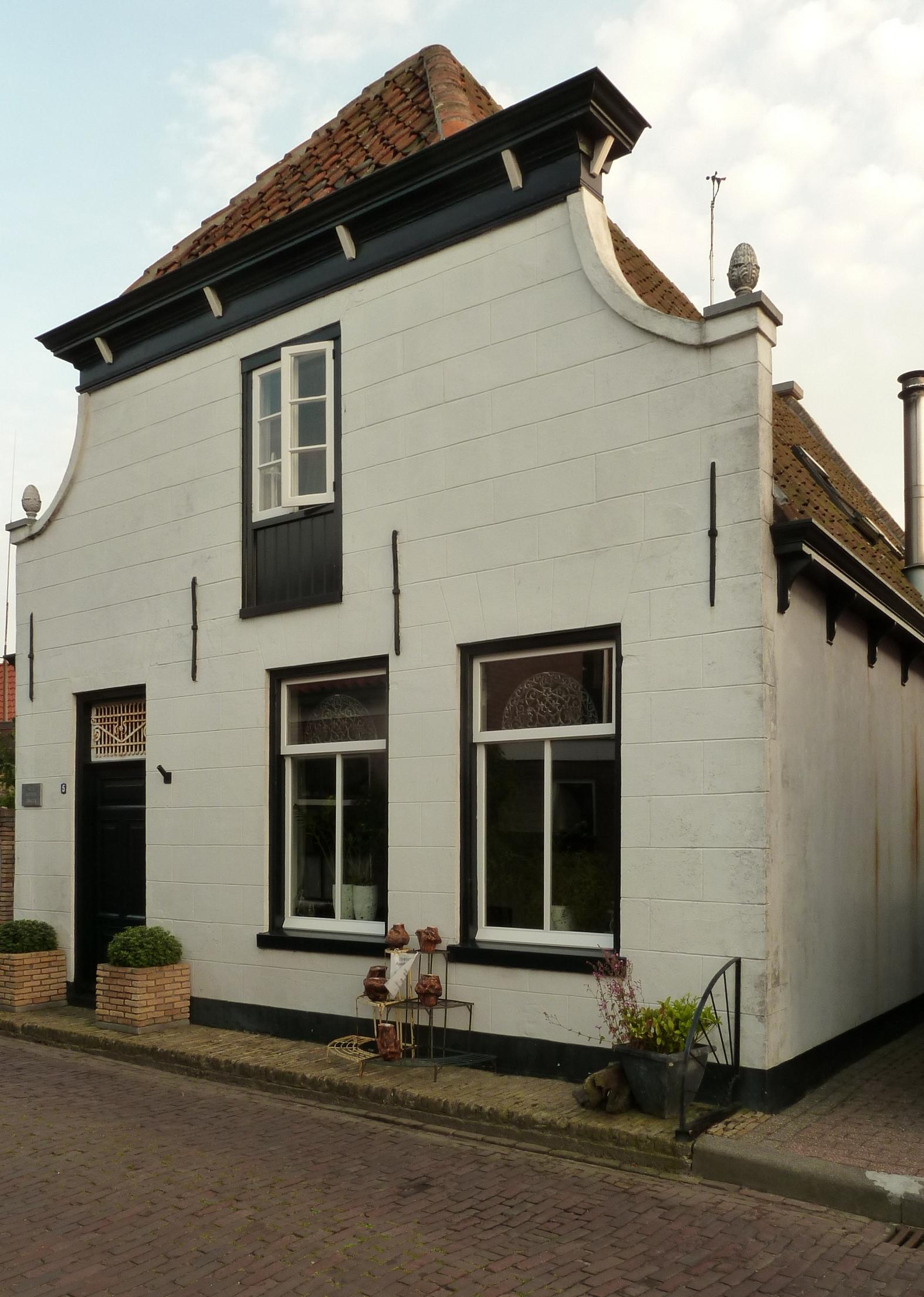
Altro edificio classificato come rijksmonument ad Oudeschild

Oudeschild (in dial. tessels: Skil; 1.100 ab. ca.) è una località portuale sul Mare del Nord dell'Olanda Settentrionale, situata nell'isola (e comune) di Texel (la più estesa tra le isole che compongono l'arcipelago delle Isole Frisone Occidentali) e che si affaccia sulla Rada di Texel (Rede van Texel).

## Etimologia
Il toponimo Oudeschild, attestato in origine come 't Schilt (1618) e in seguito come Oude Schild (1735), deriva probabilmente dal termine schild, che indica una cala nelle acque del Waddenzee. Meno probabile la teoria che lo fa derivare dal termine frisone schil, che significa "piccola conchiglia".

## Geografia fisica

### Collocazione
Oudeschild è situata lungo la costa sud-orientale di Texel e si trova a circa 5 km a sud-est dal capoluogo dell'isola Den Burg e a circa 8 km ad est/nord-est di Den Hoorn.

## Società

### Evoluzione demografica
Al censimento del 2001, Oudeschild contava una popolazione pari a 1.145 abitanti, con una densità di 2,6 abitanti per chilometro quadrato.

## Storia
Il villaggio sorse all'inizio del XVII secolo, quando furono costruite alcune case sulla via di navigazione chiamata Skilsloot.
La località si sviluppò in seguito grazie alla frenetica attività di porto di attracco per le navi della Compagnia delle Indie Orientali (VOC).
Così il villaggio contava nel 1840 172 abitazioni e 1.058 abitanti.

## Edifici e luoghi d'interesse

### Maritiem & Jutters Museum
Nel Maritiem & Jutters Museum, sono esposti cimeli relativi alla storia marinaresca della località.

### Mulino "De Traanroeier"
Tra gli edifici più famosi di Oudeschild, figura il mulino "De Traanroeier", mulino costruito nel 1902 e che si trova al nr. 21 di Barentszstraat.

### Texelse Bierbrouwerij
Appena fuori del paese si trova il birrificio Texels, aperto al pubblico per viste e degustazioni.
|  |  |